# Minuto para ganar (Argentina)
Minuto para ganar es un programa de entretenimientos argentino ganador de un premio Martín Fierro, conducido por Marley, que tuvo 5 temporadas, la última desarrollada en 2021 por Telefe.
Es la adaptación local del exitoso programa estadounidense "Minute to Win It".

## Historia
"Minuto para ganar" - Minute To Win It - fue creado originalmente en 2003 por Derek Banner y su compañía de producción BUMP Productions - Banner Universal Motion Pictures LLC, con el título original del Minute Winner - You got one minute to win it (usted tiene un minuto para ganar). El proyecto original de concurso fue en noviembre de 2005 presentó a la empresa sueca formato Friday TV, que la desarrolló en 2007 y licenció a la NBC en 2009.
A partir del 2 de enero de 2012 se empieza a emitir la segunda temporada con nuevos juegos y cambio de día, de lunes a viernes de 21:00 a 22:00. Desde el 9 de enero se emitía de 21:15 a 22:15.
Desde el día viernes 21 de enero de 2012 se emitían especiales con famosos, de 21:30 a 23:00. Desde el 23 de enero se emite de 21:30 a 22:30 de lunes a viernes. Con la llegada de "Graduados" al canal, pasó al horario de 22:15 a 23:00 de lunes a jueves, y de 21:30 a 23:00 los viernes.
El programa terminó de emitir su segunda temporada el 24 de mayo de 2012, y realizó un especial el 25 de agosto del mismo año.
En diciembre de 2012 Minuto para ganar fue remodelado para una tercera temporada, que comenzó el 1 de enero de 2013, de lunes a viernes a las 21:30. Desde el lunes 4 de marzo pasa al horario de las 21:00. El ciclo finaliza el 10 de abril del mismo año.
En diciembre del 2018 se anunció que el 14 de enero de 2019 se estrena una nueva temporada.
En septiembre de 2020 se abrió la convocatoria para participar del programa, y su quinta temporada fue estrenada el 18 de enero de 2021.

## Descripción
Luego de una serie de juegos simples, que todos pueden practicar en sus casas con elementos cotidianos y fáciles de conseguir (cucharas, papel higiénico, huevos, manzanas, etc.), los participantes podrán ganar hasta un millón de pesos.
El participante deberá enfrentar diez diferentes juegos, en un minuto cada uno. Tendrá tres "vidas" que irá perdiendo cada vez que no logre realizar el juego en el tiempo estipulado. Asimismo, no podrá pasar al siguiente juego sin cumplirlo en 60 segundos. Es típico que al perder una vida el participante sea llevado por el conductor a un rincón apartado debajo de la pantalla de instructivos para tratar de reponerse.
Los "lugares seguros" son etapas del programa que, una vez superadas, aseguran al participante la suma de dinero obtenida hasta el momento, es decir, que si el participante pierde en el juego N.º 6, por ejemplo, dado que ya ha superado el juego N.º 5, que es considerado un lugar seguro, se retirará del programa habiendo obtenido $25.000 como premio.
Cada vez que el concursante gane un juego, podrá decidir si continúa o se retira con la suma de dinero que tenga acumulada hasta el momento.
El participante recibirá, por ganar cada uno de los juegos, las siguientes sumas:
- Juego 1: $5.000
- Juego 2: $10.000
- Juego 3: $15.000
- Juego 4: $25.000
- Juego 5: $50.000
- Juego 6: $75.000
- Juego 7: $100.000
- Juego 8: $150.000
- Juego 9: $500.000
- Juego 10: $ 1.000.000

Cada juego está disponible en el sitio web del programa, para que los participantes puedan ir practicando en sus casas y adquiriendo la técnica necesaria.

## Personal
- Marley - Conductor
- Carla Bonfante - Locutora
- Noelia Marzol - Secretaria (2011-2013, 2019)
- Nazareno Móttola - Secretario (2021)
- Florencia Peña - Coconductora (2021)
- Lizy Tagliani - Coconductora (2021)
- Victoria Xipolitakis - Coconductora (2021)

## Especiales con famosos
- Sábado 21 de enero de 2012: Juan Darthés y Sebastián Estevanez (primer grupo); Martín Palermo, Roberto Abbondanzieri y Ryduan Palermo (segundo grupo).
- Sábado 28 de enero de 2012: Georgina Barbarossa y Mariano Peluffo (primer grupo); Julieta Prandi y Nicolás Riera (segundo grupo).
- Sábado 4 de febrero de 2012: Catherine Fulop y Oriana Sabatini (primer grupo); Los Wachiturros (segundo grupo).
- Sábado 11 de febrero de 2012: Miguel Ángel Rodríguez y María Fernanda Callejón (primer grupo); Verónica Lozano y Leo Montero (segundo grupo).
- Lunes 13 de febrero de 2012: especial Boca-River con Ariel Ortega y Sebastián Battaglia.
- Sábado 18 de febrero de 2012: Soledad Pastorutti y Natalia Pastorutti (primer grupo); Julián Weich y Delfina Gerez Bosco (segundo grupo).
- Sábado 25 de febrero de 2012: Luciana Aymar, Fernando Carlos y Walter Queijeiro (primer grupo); Juan Pedro Lanzani, Candela Vetrano y Rocío Igarzábal (segundo grupo).
- Sábado 3 de marzo de 2012: Segundo Cernadas y Calu Rivero (primer grupo); Jorge Ibáñez e Ingrid Grudke (segundo grupo).
- Viernes 9 de marzo de 2012: especial Deportes con Rogelio Funes Mori y Ramiro Funes Mori.
- Sábado 10 de marzo de 2012: Nancy Dupláa e Isabel Macedo (primer grupo); Flavia Palmiero y Diego Topa (segundo grupo).
- Sábado 17 de marzo de 2012: Claudia Villafañe y Dalma Maradona (primer grupo); Pablo Lescano y Luli Fernández (segundo grupo).
- Sábado 24 de marzo de 2012: Pablo Ruiz e Iliana Calabró (primer grupo); Rocío Marengo y El Mago Black (segundo grupo).
- Viernes 30 de marzo de 2012: especial Marley y Flor con Florencia Peña.
- Sábado 31 de marzo de 2012: Nicole Neumann y Fabián Cubero (primer grupo); Maru Botana y Ricardo Caruso Lombardi (segundo grupo).
- Sábado 7 de abril de 2012: Stefanía Xipolitakis y Victoria Xipolitakis (primer grupo); Esteban Prol, Mercedes Oviedo y Sol Estevanez (segundo grupo).
- Viernes 13 de abril de 2012: especial La Pelu con Florencia de la V y Gladys Florimonte.
- Sábado 14 de abril de 2012: Laura Novoa y Jorge Sassi (primer grupo); Miranda! (segundo grupo).
- Viernes 20 de abril de 2012: Nazarena Vélez y Barbie Vélez (primer grupo); Jorge Corona, Alacrán y Sergio Gonal (segundo grupo).
- Domingo 22 de abril de 2012: especial 30 Años de Pimpinela con Pimpinela.
- Viernes 27 de abril de 2012: Anamá Ferreyra y Taina Ferreira (primer grupo); Carolina Baldini y Giovanni Simeone (segundo grupo).
- Sábado 5 de mayo de 2012: Violeta Urtizberea y Gastón Soffritti (primer grupo); Turco Naím y Silvina Luna (segundo grupo).
- Sábado 12 de mayo de 2012: Grecia Colmenares y Matías Alé (primer grupo); Carlos Baute y Lara Bernasconi (segundo grupo).

## Índice de audiencia detallado

### Primera temporada
El estreno fue el domingo 17 de julio de 2011 y terminó el 25 de diciembre de 2011 con un promedio general de 15,7 con un piso de 11,2 (27/11/2011) y un pico de 24,3 (31/07/2011) durante 37 programas emitidos.
Comenzó a emitirse solo los domingos pero a partir del cuarto programa se agregó una emisión los viernes y a partir de programa 29 volvió a emitirse solo los domingos.
Las emisiones comenzaban entre las 21:00 y las 21:30 con una duración media de 75 minutos.
Índice de audiencia promedio mes a mes y cantidad de emisiones:
- julio: 21,8 (3)
- agosto: 16,5 (8)
- septiembre: 15,8 (9)
- octubre: 14,7 (9)
- noviembre: 14,5 (4)
- diciembre: 12,9 (4)

En 2 emisiones logró ser el programa más visto del día.
En 12 logró ser el segundo programa más visto del día.
En 18 emisiones ocupó el tercer programa más visto del día.
Además contó con dos especiales:
- Halloween. Fue emitido el domingo 30 de octubre a las 21:00 con una duración aproximada de 80 minutos promediando 15,2 logrando ganar su franja y ser el tercer programa más visto del día.
- Navidad. Se emitió el 25 de diciembre a las 21:30 con una duración aproximada de 85 minutos promediando 12,1 ganando su franja y siendo el segundo programa más visto del día.

### Cuarta temporada
El lunes 14 de enero de 2019, en Telefe fue estrenado la nueva temporada de «Minuto para ganar» para competir el nuevo programa de Guido Kaczka «Otra noche familiar» por El Trece más tarde llegan las novelas Campanas en la noche y Verdades secretas directamente con Amores cruzados.

### Quinta temporada
Telefe compitió Minuto para ganar mientras que en eltrece se emite en Prime-time Bienvenidos a bordo.

## Audiencia

### Primera temporada (2011)
| Domingo | 17 de julio      | 1  | 21:00                    | 24.2 | Sí (El mundo del espectáculo)                               | Segundo |
| Domingo | 24 de julio      | 2  | 21:00                    | 17.0 | Sí (El mundo del espectáculo)                               | Quinto  |
| Domingo | 31 de julio      | 3  | 21:00                    | 24.3 | Sí (Decisión Capital)                                       | Primero |
| Viernes | 5 de agosto      | 4  | 21:15                    | 18.1 | Sí (Telenoche) / No (Herederos de una venganza y ShowMatch) | Tercero |
| Domingo | 7 de agosto      | 5  | 21:00                    | 18.1 | Sí (Un sol para los chicos)                                 | Segundo |
| Viernes | 12 de agosto     | 6  | 21:15                    | 15.1 | Sí (Telenoche) / No (Herederos de una venganza y ShowMatch) | Tercero |
| Domingo | 14 de agosto     | 7  | 21:00                    | 18.1 | Sí (Decisión 2011: Las primarias)                           | Segundo |
| Viernes | 19 de agosto     | 8  | 21:15                    | 15.4 | Sí (Telenoche) / No (Herederos de una venganza y ShowMatch) | Tercero |
| Domingo | 21 de agosto     | 9  | 21:00                    | 14.5 | Sí (Cine Top y Hombre al agua bajo cero)                    | Tercero |
| Viernes | 26 de agosto     | 10 | 21:15                    | 16.7 | Sí (Telenoche) / No (Herederos de una venganza y ShowMatch) | Tercero |
| Domingo | 28 de agosto     | 11 | 21:00                    | 15.8 | Sí (Cine Top y Hombre al agua bajo cero)                    | Tercero |
| Viernes | 2 de septiembre  | 12 | 21:15                    | 16.2 | Sí (Telenoche) / No (Herederos de una venganza y ShowMatch) | Tercero |
| Domingo | 4 de septiembre  | 13 | 21:00                    | 17.5 | Sí (Cine Shampoo y Hombre al agua bajo cero)                | Segundo |
| Viernes | 9 de septiembre  | 14 | 21:15                    | 13.8 | Sí (Telenoche) / No (Herederos de una venganza y ShowMatch) | Tercero |
| Domingo | 11 de septiembre | 15 | 21:00                    | 18.9 | Sí (Cantando por un sueño 2011)                             | Primero |
| Viernes | 16 de septiembre | 16 | 21:15                    | 14.7 | Sí (Telenoche) / No (Herederos de una venganza y ShowMatch) | Tercero |
| Domingo | 18 de septiembre | 17 | 21:00                    | 17.5 | Sí (Hombre al agua bajo cero y Cantando por un sueño 2011)  | Segundo |
| Viernes | 23 de septiembre | 18 | 21:15                    | 14.5 | Sí (Telenoche) / No (Herederos de una venganza y ShowMatch) | Tercero |
| Domingo | 25 de septiembre | 19 | 21:00                    | 16.1 | Sí (Hombre al agua bajo cero y Cantando por un sueño 2011)  | Segundo |
| Viernes | 30 de septiembre | 20 | 21:15                    | 13.2 | Sí (Telenoche) / No (Herederos de una venganza y ShowMatch) | Tercero |
| Domingo | 2 de octubre     | 21 | 21:00                    | 18.3 | Sí (Hombre al agua bajo cero y Cantando por un sueño 2011)  | Segundo |
| Viernes | 7 de octubre     | 22 | 22:15 (horario especial) | 14.3 | No (Herederos de una venganza y ShowMatch)                  | Cuarto  |
| Domingo | 9 de octubre     | 23 | 21:00                    | 15.3 | Sí (Hombre al agua bajo cero y Cantando por un sueño 2011)  | Segundo |
| Viernes | 14 de octubre    | 24 | 21:15                    | 12.1 | Sí (Telenoche) / No (Herederos de una venganza y ShowMatch) | Tercero |
| Domingo | 16 de octubre    | 25 | 21:00                    | 14.0 | Sí (Hombre al agua bajo cero y Cantando por un sueño 2011)  | Segundo |
| Viernes | 21 de octubre    | 26 | 21:15                    | 13.9 | Sí (Telenoche) / No (Herederos de una venganza y ShowMatch) | Tercero |
| Domingo | 23 de octubre    | 27 | 20:30 (horario especial) | 15.0 | Sí (Decisión 2011)                                          | Primero |
| Viernes | 28 de octubre    | 28 | 21:15                    | 14.1 | Sí (Telenoche) / No (Herederos de una venganza y ShowMatch) | Tercero |
| Domingo | 30 de octubre    | 29 | 21:00                    | 15.2 | Sí (Cine Top) / No (Cantando por un sueño 2011)             | Tercero |
| Domingo | 6 de noviembre   | 30 | 21:00                    | 16.2 | Sí (Cine Top y Cantando por un sueño 2011)                  | Primero |
| Domingo | 13 de noviembre  | 31 | 21:00                    | 16.4 | Sí (Cine Top y Cantando por un sueño 2011)                  | Primero |
| Domingo | 20 de noviembre  | 32 | 21:00                    | 14.3 | Sí (Cine Top) / No (Cantando por un sueño 2011)             | Tercero |
| Domingo | 28 de noviembre  | 33 | 21:00                    | 11.2 | Sí (Cine Top) / No (Cantando por un sueño 2011)             | Tercero |
| Domingo | 4 de diciembre   | 34 | 21:00                    | 13.9 | Sí (Cine Top) / No (Cantando por un sueño 2011)             | Tercero |
| Domingo | 11 de diciembre  | 35 | 21:00                    | 12.6 | Sí (Cine Top) / No (Cantando por un sueño 2011)             | Segundo |
| Domingo | 18 de diciembre  | 36 | 20:45 (horario especial) | 13.1 | Sí (Cine Top) / No (Cantando por un sueño 2011)             | Segundo |
| Domingo | 25 de diciembre  | 37 | 21:30 (horario especial) | 12.1 | Sí (Cine Shampoo y Cine Top)                                | Segundo |

### Segunda temporada (2012)
| Lunes                  | 2 de enero    | 38  | 21:00                    | 10.0             | Sí (Telenoche) / No (Herederos de una venganza)    | Quinto                                        |
| Martes                 | 3 de enero    | 39  | 21:00                    | 11.3             | Sí (Telenoche) / No (Herederos de una venganza)    | Quinto                                        |
| Miércoles              | 4 de enero    | 40  | 21:00                    | 11.1             | Sí (Telenoche) / No (Herederos de una venganza)    | Quinto                                        |
| Jueves                 | 5 de enero    | 41  | 21:00                    | 10.0             | Sí (Telenoche) / No (Herederos de una venganza)    | Quinto                                        |
| Viernes                | 6 de enero    | 42  | 21:00                    | 10.9             | Sí (Telenoche) / No (El mundo del espectáculo)     | Tercero                                       |
| Lunes                  | 9 de enero    | 43  | 21:15                    | 9.6              | Sí (Telenoche) / No (Herederos de una venganza)    | Séptimo                                       |
| Martes                 | 10 de enero   | 44  | 21:15                    | 10.9             | Sí (Telenoche) / No (Herederos de una venganza)    | Quinto (compartido con Casados con hijos)     |
| Miércoles              | 11 de enero   | 45  | 21:15                    | 10.6             | Sí (Telenoche) / No (Herederos de una venganza)    | Sexto                                         |
| Jueves                 | 12 de enero   | 46  | 21:15                    | 11.6             | Sí (Telenoche) / No (Herederos de una venganza)    | Quinto                                        |
| Viernes                | 13 de enero   | 47  | 21:15                    | 11.0             | Sí (Telenoche) / No (El mundo del espectáculo)     | Cuarto                                        |
| Lunes                  | 16 de enero   | 48  | 21:15                    | 11.2             | Sí (Telenoche) / No (Herederos de una venganza)    | Quinto                                        |
| Martes                 | 17 de enero   | 49  | 21:15                    | 10.8             | Sí (Telenoche) / No (Herederos de una venganza)    | Sexto                                         |
| Miércoles              | 18 de enero   | 50  | 21:15                    | 11.5             | Sí (Telenoche) / No (Herederos de una venganza)    | Quinto                                        |
| Jueves                 | 19 de enero   | 51  | 21:15                    | 11.0             | Sí (Telenoche) / No (Herederos de una venganza)    | Cuarto                                        |
| Viernes                | 20 de enero   | 52  | 21:15                    | 12.8             | Sí (Telenoche y El mundo del espectáculo)          | Segundo                                       |
| Sábado                 | 21 de enero   | 53  | 21:30                    | 10.2             | Sí (Cine 13 y 70.20.13)                            | Primero (compartido con Zapping)              |
| Lunes                  | 23 de enero   | 54  | 21:30                    | 11.3             | No (Herederos de una venganza)                     | Séptimo (compartido con Historias de corazón) |
| Martes                 | 24 de enero   | 55  | 21:30                    | 14.9             | No (Herederos de una venganza)                     | Cuarto                                        |
| Miércoles              | 25 de enero   | 56  | 21:30                    | 9.1              | No (Herederos de una venganza)                     | Séptimo (compartido con Policías en acción)   |
| Jueves                 | 26 de enero   | 57  | 21:30                    | 13.0             | No (Herederos de una venganza)                     | Quinto                                        |
| Viernes                | 27 de enero   | 58  | 21:30                    | 13.2             | No (El mundo del espectáculo)                      | Tercero                                       |
| Sábado                 | 28 de enero   | 59  | 21:30                    | 12.9             | Sí (Cine 13 y 70.20.13)                            | Primero                                       |
| Lunes                  | 30 de enero   | 60  | 21:30                    | 13.6             | No (Herederos de una venganza)                     | Quinto                                        |
| Martes                 | 31 de enero   | 61  | 21:30                    | 15.4             | No (Herederos de una venganza)                     | Segundo                                       |
| Miércoles              | 1 de febrero  | 62  | 21:30                    | 16.2             | No (Herederos de una venganza)                     | Segundo                                       |
| Jueves                 | 2 de febrero  | 63  | 21:30                    | 15.1             | Sí (El mundo del espectáculo)                      | Segundo                                       |
| Viernes                | 3 de febrero  | 64  | 21:30                    | 15.0             | Sí (El mundo del espectáculo)                      | Segundo                                       |
| Sábado                 | 4 de febrero  | 65  | 22:00 (horario especial) | 16.2             | Sí (Cine 13 y 70.20.13)                            | Primero                                       |
| Lunes                  | 6 de febrero  | 66  | 21:30                    | 12.4             | Sí (Telenoche) / No (Herederos de una venganza)    | Sexto                                         |
| Martes                 | 7 de febrero  | 67  | 21:30                    | 9.3              | No (Telenoche y Herederos de una venganza)         | Octavo                                        |
| Miércoles              | 8 de febrero  | 68  | 21:30                    | 12.4             | Sí (Telenoche) / No (Herederos de una venganza)    | Sexto                                         |
| Jueves                 | 9 de febrero  | 69  | 21:30                    | 13.8             | Sí (Telenoche) / No (Herederos de una venganza)    | Quinto                                        |
| Viernes                | 10 de febrero | 70  | 21:00 (horario especial) | 13.0             | Sí (Telenoche y El mundo del espectáculo)          | Tercero                                       |
| Sábado                 | 11 de febrero | 71  | 21:30                    | 10.7             | Sí (Cine 13) / No (Soñando por bailar 2, la gala)  | Segundo                                       |
| Lunes                  | 13 de febrero | 72  | 21:30                    | 14.0             | Sí (Telenoche) / No (Herederos de una venganza)    | Cuarto                                        |
| Martes                 | 14 de febrero | 73  | 21:30                    | 17.1             | Sí (Copa Libertadores 2012)                        | Segundo                                       |
| Miércoles              | 15 de febrero | 74  | 21:30                    | 14.0             | Sí (Telenoche) / No (Los Únicos)                   | Tercero                                       |
| Jueves                 | 16 de febrero | 75  | 21:30                    | 15.2             | Sí (Telenoche) / No (Los Únicos)                   | Tercero                                       |
| Viernes                | 17 de febrero | 76  | 21:30                    | 13.5             | No (Soñando por bailar 2, el repechaje)            | Tercero                                       |
| Sábado                 | 18 de febrero | 77  | 21:30                    | 14.4             | Sí (Soñando por bailar 2, la gala)                 | Primero                                       |
| Lunes                  | 20 de febrero | 78  | 21:30                    | 12.3             | Sí (Telenoche) / No (Los Únicos)                   | Séptimo                                       |
| Martes                 | 21 de febrero | 79  | 21:30                    | 15.7             | Sí (Telenoche y Los Únicos)                        | Segundo                                       |
| Miércoles              | 22 de febrero | 80  | 21:30                    | 13.7             | Sí (Telenoche) / No (Los Únicos)                   | Cuarto                                        |
| Jueves                 | 23 de febrero | 81  | 21:30                    | 14.2             | Sí (Telenoche) / No (Los Únicos)                   | Cuarto                                        |
| Viernes                | 24 de febrero | 82  | 21:30                    | 17.1             | Sí (Soñando por cantar)                            | Segundo                                       |
| Sábado                 | 25 de febrero | 83  | 21:30                    | 13.2             | Sí (Cine 13 y Soñando por bailar 2, la gala)       | Primero                                       |
| Lunes                  | 27 de febrero | 84  | 21:30                    | 14.4             | Sí (Telenoche) / No (Los Únicos)                   | Tercero                                       |
| Martes                 | 28 de febrero | 85  | 21:30                    | 15.6             | Sí (Telenoche) / No (Los Únicos)                   | Tercero                                       |
| Miércoles              | 29 de febrero | 86  | 21:30                    | 15.3             | Sí (Telenoche y Los Únicos)                        | Segundo                                       |
| Jueves                 | 1 de marzo    | 87  | 21:30                    | 16.3             | Sí (Telenoche y Los Únicos)                        | Segundo                                       |
| Viernes                | 2 de marzo    | 88  | 21:30                    | 15.8             | Empate (Soñando por cantar)                        | Segundo (compartido con Soñando por cantar)   |
| Sábado                 | 3 de marzo    | 89  | 21:30                    | 14.7             | Sí (Cine 13 y Soñando por bailar 2, la gala)       | Primero                                       |
| Lunes                  | 5 de marzo    | 90  | 21:30                    | 17.2             | Sí (Telenoche y Los Únicos)                        | Segundo                                       |
| Martes                 | 6 de marzo    | 91  | 21:30                    | 15.5             | Sí (Telenoche y Los Únicos)                        | Tercero                                       |
| Miércoles              | 7 de marzo    | 92  | 21:30                    | 15.8             | Sí (Telenoche) / No (Copa Libertadores 2012)       | Tercero                                       |
| Jueves                 | 8 de marzo    | 93  | 21:30                    | 15.9             | Sí (Telenoche y Los Únicos)                        | Segundo                                       |
| Viernes                | 9 de marzo    | 94  | 21:30                    | 16.5             | No (Soñando por cantar)                            | Tercero                                       |
| Sábado                 | 10 de marzo   | 95  | 21:30                    | 11.9             | Sí (Cine 13) / No (Soñando por bailar 2, la gala)  | Segundo                                       |
| Lunes                  | 12 de marzo   | 96  | 22:15                    | 19.8             | Sí (Los Únicos y Lobo)                             | Tercero                                       |
| Martes                 | 13 de marzo   | 97  | 22:15                    | 20.8             | Sí (Los Únicos y Lobo)                             | Tercero                                       |
| Miércoles              | 14 de marzo   | 98  | 22:15                    | 20.9             | Sí (Los Únicos y Lobo)                             | Tercero                                       |
| Jueves                 | 15 de marzo   | 99  | 22:15                    | 20.7             | Sí (Los Únicos y Lobo)                             | Tercero                                       |
| Viernes                | 16 de marzo   | 100 | 21:30                    | 17.0             | Empate (Soñando por cantar)                        | Segundo (compartido con Soñando por cantar)   |
| Sábado                 | 17 de marzo   | 101 | 21:30                    | 14.1             | Sí (Cine 13 y Soñando por bailar 2, la gala)       | Primero                                       |
| Lunes                  | 19 de marzo   | 102 | 22:15                    | 21.1             | Sí (Los Únicos y Lobo)                             | Tercero                                       |
| Martes                 | 20 de marzo   | 103 | 22:15                    | 20.9             | Sí (Los Únicos y Lobo)                             | Tercero                                       |
| Miércoles              | 21 de marzo   | 104 | 22:15                    | 21.3             | Sí (Los Únicos y Lobo)                             | Tercero                                       |
| Jueves                 | 22 de marzo   | 105 | 22:15                    | 19.7             | Sí (Soñando por cantar)                            | Tercero                                       |
| Viernes                | 23 de marzo   | 106 | 21:00                    | 14.8             | Sí (Telenoche) / No (Soñando por cantar)           | Tercero                                       |
| Sábado                 | 24 de marzo   | 107 | 21:30                    | 12.1             | Sí (Cine 13) / No (Soñando por bailar 2, la gala)  | Segundo                                       |
| Lunes                  | 26 de marzo   | 108 | 22:15                    | 18.2             | Sí (Soñando por cantar)                            | Tercero                                       |
| Martes                 | 27 de marzo   | 109 | 22:15                    | 18.7             | No (Soñando por cantar)                            | Cuarto                                        |
| Miércoles              | 28 de marzo   | 110 | 22:15                    | 18.8             | Empate (Soñando por cantar)                        | Tercero (compartido con Soñando por cantar)   |
| Jueves                 | 29 de marzo   | 111 | 22:15                    | 19.3             | No (Soñando por cantar)                            | Cuarto                                        |
| Viernes                | 30 de marzo   | 112 | 21:00                    | 15.6             | Sí (Telenoche) / No (Soñando por cantar)           | Segundo                                       |
| Sábado                 | 31 de marzo   | 113 | 21:30                    | 12.5             | Sí (Cine 13) / No (Soñando por bailar 2, la gala)  | Segundo                                       |
| Lunes                  | 2 de abril    | 114 | 22:15                    | 15.5             | No (Soñando por cantar)                            | Cuarto                                        |
| Martes                 | 3 de abril    | 115 | 22:15                    | 18.5             | No (Soñando por cantar)                            | Cuarto                                        |
| Miércoles              | 4 de abril    | 116 | 22:15                    | No hubo medición | -                                                  | -                                             |
| Jueves                 | 5 de abril    | 117 | 22:15                    | No hubo medición | -                                                  | -                                             |
| Viernes                | 6 de abril    | 118 | 21:00                    | No hubo medición | -                                                  | -                                             |
| Sábado                 | 7 de abril    | 119 | 21:30                    | No hubo medición | -                                                  | -                                             |
| Lunes                  | 9 de abril    | 120 | 22:15                    | 20.0             | Sí (Soñando por cantar)                            | Tercero                                       |
| Martes                 | 10 de abril   | 121 | 22:15                    | 17.1             | No (Soñando por cantar)                            | Cuarto                                        |
| Miércoles              | 11 de abril   | 122 | 22:15                    | 19.2             | Sí (Copa Libertadores 2012)                        | Tercero                                       |
| Jueves                 | 12 de abril   | 123 | 22:15                    | 18.5             | No (Soñando por cantar)                            | Cuarto                                        |
| Viernes                | 13 de abril   | 124 | 21:00                    | 14.0             | Sí (Telenoche) / No (Soñando por cantar)           | Tercero                                       |
| Sábado                 | 14 de abril   | 125 | 21:00 (horario especial) | 12.1             | Sí (Cine 13) / No (Soñando por bailar 2, la gala)  | Tercero                                       |
| Lunes                  | 16 de abril   | 126 | 22:15                    | 19.0             | No (Soñando por cantar)                            | Cuarto                                        |
| Martes                 | 17 de abril   | 127 | 22:15                    | 17.9             | No (Soñando por cantar)                            | Cuarto                                        |
| Jueves                 | 19 de abril   | 128 | 22:15                    | 19.2             | No (Soñando por cantar)                            | Cuarto                                        |
| Viernes                | 20 de abril   | 129 | 21:00                    | 15.2             | Sí (Telenoche) / No (Soñando por cantar)           | Tercero                                       |
| Domingo (día especial) | 22 de abril   | 130 | 20:30                    | 12.5             | Sí (Cine Top) / No (Soñando por bailar 2, la gala) | Sexto                                         |
| Martes                 | 24 de abril   | 131 | 22:15                    | 16.7             | No (Soñando por cantar)                            | Cuarto                                        |
| Jueves                 | 26 de abril   | 132 | 22:15                    | 18.4             | No (Soñando por cantar)                            | Cuarto                                        |
| Viernes                | 27 de abril   | 133 | 21:15                    | 14.2             | No (Soñando por cantar)                            | Tercero                                       |
| Lunes (día especial)   | 29 de abril   | 134 | 21:15                    | 11.2             | No (Soñando por cantar)                            | Cuarto                                        |
| Jueves                 | 3 de mayo     | 135 | 22:15                    | 17.0             | No (Soñando por cantar)                            | Cuarto                                        |
| Viernes                | 4 de mayo     | 136 | 21:00                    | 14.7             | Sí (Telenoche) / No (Soñando por cantar)           | Cuarto                                        |
| Sábado                 | 5 de mayo     | 137 | 21:00                    | 13.1             | No (Sábado Show)                                   | Tercero                                       |
| Martes                 | 8 de mayo     | 138 | 22:15                    | 17.4             | No (Soñando por cantar)                            | Cuarto                                        |
| Jueves                 | 10 de mayo    | 139 | 22:15                    | 16.6             | No (Soñando por cantar)                            | Cuarto                                        |
| Viernes                | 11 de mayo    | 140 | 21:15                    | 13.6             | No (Soñando por cantar)                            | Tercero                                       |
| Sábado                 | 12 de mayo    | 141 | 21:30                    | 9.6              | No (Sábado Show)                                   | Quinto                                        |
| Martes                 | 15 de mayo    | 142 | 22:15                    | 16.6             | No (Soñando por cantar)                            | Cuarto                                        |
| Jueves                 | 17 de mayo    | 143 | 22:15                    | 14.4             | No (Soñando por cantar)                            | Quinto                                        |
| Jueves                 | 24 de mayo    | 144 | 21:00                    | 11.8             | Sí (Telenoche) / No (Soñando por cantar)           | Sexto                                         |
| Sábado                 | 25 de agosto  | 145 | 21:30                    | 8.8              | No (Sábado Show)                                   | Quinto                                        |

### Tercera temporada (2013)
| Martes    | 1 de enero    | 146 | 21:30 | 9.6  | No (Sos mi hombre)                                   | Cuarto                                                              |  |
| Miércoles | 2 de enero    | 147 | 21:30 | 11.0 | No (Sos mi hombre)                                   | Tercero                                                             |  |
| Jueves    | 3 de enero    | 148 | 21:30 | 12.0 | No (Sos mi hombre)                                   | Tercero                                                             |  |
| Viernes   | 4 de enero    | 149 | 21:30 | 10.4 | No (Sos mi hombre)                                   | Tercero                                                             |  |
| Lunes     | 7 de enero    | 150 | 21:30 | 11.5 | No (Sos mi hombre)                                   | Tercero                                                             |  |
| Martes    | 8 de enero    | 151 | 21:30 | 13.2 | No (Sos mi hombre)                                   | Tercero                                                             |  |
| Miércoles | 9 de enero    | 152 | 21:30 | 12.3 | No (Sos mi hombre)                                   | Tercero                                                             |  |
| Jueves    | 10 de enero   | 153 | 21:30 | 12.6 | No (Sos mi hombre)                                   | Tercero                                                             |  |
| Viernes   | 11 de enero   | 154 | 21:30 | 10.2 | No (Sos mi hombre)                                   | Segundo                                                             |  |
| Lunes     | 14 de enero   | 155 | 21:30 | 11.9 | No (Sos mi hombre)                                   | Tercero                                                             |  |
| Martes    | 15 de enero   | 156 | 21:30 | 10.2 | No (Sos mi hombre)                                   | Tercero                                                             |  |
| Miércoles | 16 de enero   | 157 | 21:30 | 12.1 | No (Sos mi hombre)                                   | Tercero                                                             |  |
| Jueves    | 17 de enero   | 158 | 21:30 | 11.8 | No (Sos mi hombre)                                   | Tercero                                                             |  |
| Viernes   | 18 de enero   | 159 | 21:30 | 10.4 | No (Sos mi hombre)                                   | Segundo                                                             |  |
| Lunes     | 21 de enero   | 160 | 21:30 | 10.3 | No (Solamente vos)                                   | Sexto                                                               |  |
| Martes    | 22 de enero   | 161 | 21:30 | 10.2 | No (Solamente vos)                                   | Cuarto                                                              |  |
| Miércoles | 23 de enero   | 162 | 21:30 | 10.9 | No (Solamente vos)                                   | Cuarto                                                              |  |
| Jueves    | 24 de enero   | 163 | 21:30 | 10.6 | No (Solamente vos)                                   | Cuarto                                                              |  |
| Viernes   | 25 de enero   | 164 | 21:30 | 13.3 | Sí (Sos mi hombre)                                   | Primero                                                             |  |
| Lunes     | 28 de enero   | 165 | 21:30 | 10.6 | No (Solamente vos)                                   | Quinto                                                              |  |
| Martes    | 29 de enero   | 166 | 21:30 | 8.2  | No (Solamente vos)                                   | Séptimo                                                             |  |
| Miércoles | 30 de enero   | 167 | 21:30 | 10.5 | No (Solamente vos)                                   | Quinto                                                              |  |
| Jueves    | 31 de enero   | 168 | 21:30 | 10.2 | No (Solamente vos)                                   | Quinto                                                              |  |
| Viernes   | 1 de febrero  | 169 | 21:30 | 8.8  | No (Sos mi hombre)                                   | Tercero (compartido con Poné a Francella)                           |  |
| Lunes     | 4 de febrero  | 170 | 21:30 | 12.1 | No (Solamente vos)                                   | Quinto                                                              |  |
| Martes    | 5 de febrero  | 171 | 21:30 | 12.1 | No (Solamente vos)                                   | Quinto                                                              |  |
| Miércoles | 6 de febrero  | 172 | 21:30 | 11.6 | No (Solamente vos)                                   | Quinto                                                              |  |
| Jueves    | 7 de febrero  | 173 | 21:30 | 12.0 | No (Solamente vos)                                   | Tercero                                                             |  |
| Viernes   | 8 de febrero  | 174 | 21:30 | 11.5 | No (Sos mi hombre)                                   | Tercero                                                             |  |
| Lunes     | 11 de febrero | 175 | 21:30 | 11.1 | Sí (Así nos reímos todos y El mundo del espectáculo) | Segundo                                                             |  |
| Martes    | 12 de febrero | 176 | 21:30 | 12.4 | No (Solamente vos)                                   | Tercero                                                             |  |
| Miércoles | 13 de febrero | 177 | 21:30 | 13.6 | No (Copa Libertadores 2013)                          | Tercero                                                             |  |
| Jueves    | 14 de febrero | 178 | 21:30 | 13.2 | No (Solamente vos)                                   | Tercero                                                             |  |
| Viernes   | 15 de febrero | 179 | 21:30 | 10.0 | No (Soñando por cantar)                              | Tercero                                                             |  |
| Lunes     | 18 de febrero | 180 | 21:30 | 13.9 | No (Solamente vos)                                   | Tercero                                                             |  |
| Martes    | 19 de febrero | 181 | 21:30 | 12.6 | No (Solamente vos)                                   | Quinto                                                              |  |
| Miércoles | 20 de febrero | 182 | 21:30 | 11.8 | No (Solamente vos)                                   | Cuarto                                                              |  |
| Jueves    | 21 de febrero | 183 | 21:30 | 12.7 | No (Solamente vos)                                   | Cuarto                                                              |  |
| Viernes   | 22 de febrero | 184 | 21:30 | 11.3 | Empate (Soñando por cantar)                          | Primero (compartido con Soñando por cantar)                         |  |
| Lunes     | 25 de febrero | 185 | 21:30 | 13.4 | No (Solamente vos)                                   | Cuarto                                                              |  |
| Martes    | 26 de febrero | 186 | 21:30 | 12.9 | No (Solamente vos)                                   | Cuarto                                                              |  |
| Miércoles | 27 de febrero | 187 | 21:30 | 12.7 | No (Solamente vos)                                   | Quinto                                                              |  |
| Jueves    | 28 de febrero | 188 | 21:30 | 11.8 | No (Solamente vos)                                   | Quinto                                                              |  |
| Lunes     | 4 de marzo    | 189 | 21:00 | 11.1 | No (Telenoche)                                       | Séptimo                                                             |  |
| Martes    | 5 de marzo    | 190 | 21:00 | 9.9  | No (Telenoche)                                       | Séptimo                                                             |  |
| Miércoles | 6 de marzo    | 191 | 21:00 | 11.1 | Sí (Telenoche)                                       | Quinto                                                              |  |
| Jueves    | 7 de marzo    | 192 | 21:00 | 10.0 | Empate (Telenoche)                                   | Quinto (compartido con Telenoche)                                   |  |
| Lunes     | 11 de marzo   | 193 | 21:00 | 8.8  | No (Telenoche)                                       | Séptimo                                                             |  |
| Martes    | 12 de marzo   | 194 | 21:00 | 10.0 | No (Telenoche)                                       | Séptimo                                                             |  |
| Jueves    | 14 de marzo   | 195 | 21:00 | 9.8  | No (Telenoche)                                       | Noveno                                                              |  |
| Lunes     | 18 de marzo   | 196 | 21:00 | 10.8 | No (Telenoche)                                       | Sexto                                                               |  |
| Martes    | 19 de marzo   | 197 | 21:00 | 10.5 | No (Telenoche)                                       | Sexto (compartido con Casados con hijos y Telefe Noticias a las 20) |  |
| Miércoles | 20 de marzo   | 198 | 21:00 | 11.2 | No (Telenoche)                                       | Séptimo                                                             |  |
| Jueves    | 21 de marzo   | 199 | 21:00 | 8.4  | No (Telenoche)                                       | Noveno                                                              |  |
| Lunes     | 25 de marzo   | 200 | 21:00 | 10.3 | No (Telenoche)                                       | Séptimo                                                             |  |
| Martes    | 26 de marzo   | 201 | 21:00 | 8.8  | No (Telenoche)                                       | Decimoprimero                                                       |  |
| Miércoles | 27 de marzo   | 202 | 21:00 | 9.6  | No (Telenoche)                                       | Séptimo                                                             |  |
| Lunes     | 1 de abril    | 203 | 21:00 | 8.8  | No (El mundo del espectáculo)                        | Noveno                                                              |  |
| Martes    | 2 de abril    | 204 | 21:00 | 9.9  | No (Telenoche)                                       | Sexto                                                               |  |
| Miércoles | 3 de abril    | 205 | 21:00 | 9.1  | No (Copa Libertadores 2013)                          | Séptimo (compartido con Casados con hijos)                          |  |
| Jueves    | 4 de abril    | 206 | 21:00 | 9.9  | No (Telenoche)                                       | Séptimo                                                             |  |
| Lunes     | 8 de abril    | 207 | 21:00 | 10.4 | Sí (Telenoche)                                       | Quinto                                                              |  |
| Martes    | 9 de abril    | 208 | 21:00 | 11.6 | No (Telenoche)                                       | Sexto (compartido con Mi amor, mi amor)                             |  |
| Miércoles | 10 de abril   | 209 | 21:00 | 10.6 | No (Telenoche)                                       | Sexto                                                               |  |

### Cuarta temporada (2019)
| Lunes     | 14 de enero   | 210 (4x01) | 21:30 | 12.6 | Mariano Sgallini y Valeria Caraduje Nicolás Zubeldía                      |
| Martes    | 15 de enero   | 211 (4x02) | 21:30 | 14.2 | Nicolás Zubeldía Nicolás Juan                                             |
| Miércoles | 16 de enero   | 212 (4x03) | 21:30 | 12.5 | Sebastián Escobar y Lucas Escobar Walter Álvarez                          |
| Jueves    | 17 de enero   | 213 (4x04) | 21:30 | 13.4 | Walter Álvarez                                                            |
| Viernes   | 18 de enero   | 214 (4x05) | 21:30 | 12   | Facundo Santillán y Kevin Grosman María Guerrico e Inés Weiss             |
| Lunes     | 21 de enero   | 215 (4x06) | 21:30 |      | Gastón Bertola Maximiliano Casaldi                                        |
| Martes    | 22 de enero   | 216 (4x07) | 21:30 |      | Maximiliano Casaldi Christian Ferraris y Eliana Masaglia Noelia Celestino |
| Miércoles | 23 de enero   | 217 (4x08) | 21:30 |      | Ian Poletti y Adelina Poletti                                             |
| Jueves    | 24 de enero   | 218 (4x09) | 21:30 |      | Ian Poletti y Adelina Poletti Mara Del Federico y Ximena Beis             |
| Viernes   | 25 de enero   | 219 (4x10) | 21:30 |      | Mara Del Federico y Ximena Beis Josefina Guzmán y Emiliano Bisson Juan    |
| Lunes     | 28 de enero   | 220 (4x11) | 21:30 |      | Julián Scatolini y Damián Scatolini                                       |
| Martes    | 29 de enero   | 221 (4x12) | 21:30 |      | Cielo Mendoza y Lauris Guzmán Yisella Demarco                             |
| Miércoles | 30 de enero   | 222 (4x13) | 21:30 |      | Sebastián Cortés y Mónica Martínez Nahuel Argento                         |
| Jueves    | 31 de enero   | 223 (4x14) | 21:30 |      | Solange García Ariel Muñoz                                                |
| Viernes   | 1 de febrero  | 224 (4x15) | 21:30 |      | Camila y Ernesto                                                          |
| Lunes     | 4 de febrero  | 225 (4x16) | 21:30 |      | Jorge Rivero e Iván Rivero                                                |
| Martes    | 5 de febrero  | 226 (4x17) | 21:30 |      | Germán y Milagros                                                         |
| Miércoles | 6 de febrero  | 227 (4x18) | 21:30 |      | Germán y Milagros Sebastián Demarchi                                      |
| Jueves    | 7 de febrero  | 228 (4x19) | 21:30 |      | Sebastián Demarchi Francisco Gregori                                      |
| Viernes   | 8 de febrero  | 229 (4x20) | 21:30 |      | Enzo Venece Gisela Marin y Sabrina Almaro                                 |
| Lunes     | 11 de febrero | 230 (4x21) | 21:30 |      | Marina Carmona y Santiago Carmona                                         |
| Martes    | 12 de febrero | 231 (4x22) | 21:30 |      | Esteban y Ana Laura María Paula y Ezequiel Galeano                        |
| Miércoles | 13 de febrero | 232 (4x23) | 21:30 |      | María Paula y Ezequiel Galeano Nicole y Yamila                            |
| Jueves    | 14 de febrero | 233 (4x24) | 21:30 |      | Sebastián y Evelyn                                                        |
| Viernes   | 15 de febrero | 234 (4x25) | 21:30 |      | Viviana y Nacho Francisco                                                 |
| Lunes     | 18 de febrero | 235 (4x26) | 21:30 |      | Cristian Seijo                                                            |
| Martes    | 19 de febrero | 236 (4x27) | 21:30 |      | Adolfo y Gustavo                                                          |
| Miércoles | 20 de febrero | 237 (4x28) | 21:30 |      | Sebastián y Azul Silvina y Juan                                           |
| Jueves    | 21 de febrero | 238 (4x29) | 21:30 |      | Juan y Agustín Pablo Balzano                                              |
| Viernes   | 22 de febrero | 239 (4x30) | 21:30 |      | Santiago Orlando Maia y Agustín                                           |
| Lunes     | 25 de febrero | 240 (4x31) | 21:30 |      | Fernando y Michael                                                        |
| Martes    | 26 de febrero | 241 (4x32) | 21:30 |      | Renzo y Diego Josefina y Emir                                             |
| Miércoles | 27 de febrero | 242 (4x33) | 21:30 |      | Andrés y Nicolás Sol Lautaro y Luciana                                    |
| Jueves    | 28 de febrero | 243 (4x34) | 21:30 |      | Lautaro y Luciana Pía Guido y Juan Pablo                                  |
| Viernes   | 1 de marzo    | 244 (4x35) | 21:30 |      | Lucas Ariel y Hernán                                                      |
| Lunes     | 4 de marzo    | 245 (4x36) | 21:30 |      | Natalia y Gastón                                                          |
| Martes    | 5 de marzo    | 246 (4x37) | 21:30 |      | Diego Martín Sonia Maroni y Walter Maroni                                 |
| Miércoles | 6 de marzo    | 247 (4x38) | 21:30 |      | Mariano                                                                   |
| Jueves    | 7 de marzo    | 248 (4x39) | 21:30 |      | Mariano Sebastián y Jimena Tobías                                         |
| Viernes   | 8 de marzo    | 249 (4x40) | 21:30 |      | Pablo Noelia                                                              |
| Domingo   | 10 de marzo   | 250 (4x41) | 21:00 |      | Silvia y Camila Federico Evelyn Gustavo y Cinthia                         |
| Sábado    | 16 de marzo   | 251 (4x42) | 20:30 |      | Teresa Agustina y Fernando                                                |
| Domingo   | 17 de marzo   | 252 (4x43) | 21:00 |      | Agustina y Fernando Joaquín y Carolina Leonardo José Luis y Gino          |
| Sábado    | 23 de marzo   | 253 (4x44) | 20:30 |      | Ricardo y Ariel Mauricio                                                  |
| Domingo   | 24 de marzo   | 254 (4x45) | 21:00 |      | Pilar y Ana Soledad Hernán y Carlos Jessica Nicolás y Ayelen              |
| Sábado    | 30 de marzo   | 255 (4x46) | 20:30 |      | Maxi y Dafne Rodrigo                                                      |
| Domingo   | 31 de marzo   | 256 (4x47) | 21:00 |      | Fabiana y Verónica María Sol Quimey y Sebastián                           |
| Lunes     | 1 de abril    | 257 (4x48) | 21:15 |      | Gastón y Santiago                                                         |
| Martes    | 2 de abril    | 258 (4x49) | 21:15 |      | Mauricio y Matías Luz y María                                             |
| Miércoles | 3 de abril    | 259 (4x50) | 21:15 |      | Micaela y Jorge Tomás                                                     |
| Jueves    | 4 de abril    | 260 (4x51) | 21:15 |      | Leonardo                                                                  |
| Viernes   | 5 de abril    | 261 (4x52) | 21:15 |      | Maru y Ramiro                                                             |

     Mayor índice de audiencia del programa.

     Menor índice de audiencia del programa.

## Premios y nominaciones
| Año  | Premio                     | Categoría                          | Nominación        | Resultado |
| ---- | -------------------------- | ---------------------------------- | ----------------- | --------- |
| 2011 | Premios Tato 2011          | Mejor programa de entretenimientos | Minuto para ganar | Nominado  |
| 2011 | Premios Martín Fierro 2011 | Mejor programa de entretenimientos | Minuto para ganar | Ganador   |
| 2011 | Premios Martín Fierro 2011 | Mejor conducción masculina         | Marley            | Nominado  |
| 2012 | Premios Tato 2012          | Mejor programa de entretenimientos | Minuto para ganar | Nominado  |
| 2012 | Premios Tato 2012          | Mejor conducción masculina         | Marley            | Ganador   |
| 2013 | Premios Martín Fierro 2012 | Mejor programa de entretenimientos | Minuto para ganar | Nominado  |
| 2013 | Premios Martín Fierro 2012 | Mejor conducción masculina         | Marley            | Nominado  |